# Brungul vedsvampbagge
Brungul vedsvampbagge (Mycetophagus populi) är en skalbaggsart som beskrevs av Fabricius 1798. Brungul vedsvampbagge ingår i släktet Mycetophagus, och familjen vedsvampbaggar. Arten är reproducerande i Sverige.